# Vâlcănești
Vâlcănești es una comuna ubicada en el distrito de Prahova, Rumania.

## Superficie
Posee una superficie de 27,86 kilómetros cuadrados.

## Demografía
Hasta 2021 la población era de 3244 habitantes, con una densidad de población de 116,4 habitantes por kilómetro cuadrado.